# Relationer mellan Litauen och Sverige
Relationer mellan Litauen och Sverige syftar på de bilaterala relationerna mellan Litauen och Sverige. Sverige har en ambassad i Vilnius. Litauen har en ambassad i Stockholm.
Båda länderna är medlemmar i Europeiska unionen. Litauen ger fullt stöd till Sveriges Nato-medlemskap.

## Officiella besök
2001 kom Litauens president Valdas Adamkus till Stockholm på besök för att diskutera Litauens inträde i Europeiska unionen och framtida samarbete mellan de två staterna.
I februari 2009 möttes Litauens premiärminister Andrius Kubilius och Sveriges statsminister  Fredrik Reinfeldt i Stockholm. Ministrarna diskuterade energiprojekt där Litauen och de baltiska staterna var inblandade, situationen på finansmarknaden i Litauen, Sverige, Europa och övriga världen. Fredrik Reinfeldt bekräftade också att den svenska regeringen visade stort intresse för stabiliteten för Litauen och de baltiska ekonomierna, och ekonomier och skulle ytterligare främja svenska bankers långsiktiga investeringar i Litauens ekonomi.
I juli 2009 gjorde Litauens president Dalia Grybauskaitė sitt första besök till Sverige. Hon mötte Sveriges statsminister Fredrik Reinfeldt liksom befattningshavare från de svenska bankerna SEB och Swedbank för att diskutera den ekonomiska situationen i Litauen.

## Avtal
1991 skrev de båda staterna på ett handelsavtal.
I januari år 2000 skrev de båda staterna ett avtal om att höja säkerheten vid kärnkraftverk. I mars samma år skrev de två staterna ett avtal om samarbete på kärnsäkerhetssidan.
2005 skrev de båda staterna tillsammans med Ryssland på ett avtal om exklusiv ekonomisk zon vid Östersjöns kontinentalsockel. De ekonomiska zonerna möts vid Dutch Trench, 141 kilometer från kustlinjen. Den nya gränsen går ungefär 1.5 kilometer från gränslinjen från 1988 års avtal mellan Sovjetunionen och Sverige.

## Samarbete
Svenska handelskammaren i Litauen startades 2001 som Swedenhouse och blev handelskamamre 2005.
2007 meddelade litauiska energiföretaget Lietuvos Energija och svenska Svenska kraftnät att de övervägde en möjlig sammankoppling av de två staternas energinät. Detta resulterade i att de båda företgen skrev på en viljeförklaring med Latvenergo från Lettland 2009. Målet blev att under tidigt 2016 bygga färdigt en länk, bestående av en cirka 350 kilometer lång kabel på Östersjöns botten, medan strömriktarstationer sammanbinder Litauens och Sveriges elsysstem. Enligt preliminary beräkning uppgick den totala kostnaden till 516-738 miljoner Euro.